# Portrait von Anna Maria
Portrait von Anna Maria ist eine kurze Erzählung von Ingeborg Bachmann. Das Fragment entstand um 1956.
Die Erzählerin dekonstruiert erst die Aura der Malerin Anna Maria P. und wird danach gezwungen, ihre Unaufrichtigkeiten zu bereuen.

## Inhalt

### Handlung
Von sporadischen Begegnungen der anonymen Ich-Erzählerin mit der 35-jährigen Malerin Anna Maria P. ist die Rede. Gesprochen wird von einem Zeitraum über mindestens zwei Jahre. Maria habe sich der Erzählerin an verschiedenen Orten in Venetien sowohl aufgeschlossen als auch zugeknöpft gegeben. Manchmal sei die Erzählerin von Maria übersehen worden. So habe die Erzählerin das jedenfalls empfunden und entdeckt rückblickend an Maria mehr Kritikwürdiges als Lobenswertes. In erster Linie erinnert sich die Erzählerin aber nicht an Maria, sondern es geht ihr vor allem um das Gerede über die viel zu früh verstorbene Malerin. In das Bild von der noch ziemlich jungen Toten passt der Auftritt des jungen schönen Selbstmörders. Gleichsam programmatisch für den ganzen Text verurteilt er das Schlechtmachen Abwesender: „Warum sagt denn keiner, was ist...!“ Somit distanziert sich der junge Mann ebenso von der Erzählerin wie von der restlichen geschwätzigen Kunstszene. Die Erzählerin versäumt kaum eine Gelegenheit, um Maria zu bereden. Das beginnt mit Banalem. Marias mangelhafter Ordnungssinn wird bloßgestellt. Das setzt sich mit dem Ausmalen von Marias angeblich schlechtem Charakter fort. Auf eine gewisse Sorte Männer – darunter manch jüngerer – habe sie merkwürdig anziehend gewirkt. Freilich war das Werk der Malerin Maria bereits zu deren Lebzeiten an den verschiedensten Plätzen Europas lobend erwähnt worden. Aber der Hinweis auf Marias verstocktes Schweigen fehlte meist nicht.
Der kleine Text kann als Diskurs zur Differenz zwischen Gerede und Realität gelesen werden. Da es um Gerede über Abwesende geht, kommt Maria kaum zu Wort. Als Maria doch ein einziges Mal spricht, beteiligt sie sich sogar noch an der Erfindung von Lügenmärchen. Ein blühender Kirschbaum neben Marias Elternhaus wird als weiße Wunderwolke ausgemalt. Nach Marias Ableben kommt die Erzählerin bei der Mutter der toten Malerin vorbei. Der Baum erweist sich als Krüppel, der nicht blühen will.
Unrecht ist geschehen, gibt die Erzählerin endlich zu und verurteilt sich und alle Bekannten, die über Maria schlecht geredet haben. Dabei stellt sich noch eines als verwerflich heraus: Das Reden über jemanden, den man nur ungenau kennt. Die Erzählerin bekommt nämlich von der trauernden Mutter ein Foto geschenkt, auf dem Maria abgelichtet ist. Bei der Beaugenscheinigung des Bildes rätselt die Erzählerin: Soll das wirklich Maria gewesen sein? Beschämt hatte die Erzählerin mit jenem Foto in der Hand sich von Marias Mutter verabschiedet. Denn die Mutter hatte ihr mitgeteilt, Maria habe zu Lebzeiten so viel Gutes von der Erzählerin berichtet.

## Rezeption
Der Text mache verständlich, wie eine Künstlerin – in dem Fall die Malerin Maria – zu einer „Gerüchtgestalt“ erniedrigt wird. Das Wort Gerüchtgestalt stammt aus Ingeborg Bachmanns „Dreißigstem Jahr“.
Die Erzählerin scheitere bei dem Versuch, sich der verstorbenen Maria schreibend zu nähern, weil sie die prominente Malerin ihres Glorienscheins – eben durch Weitergabe jener Gerüchte – entkleide. So verstelle die Erzählerin den Blick des Lesers auf die wahre Maria. Gegen diese Gerüchte habe Maria zu Lebzeiten nur ein Gegenmittel präsentiert – ihre Poesie vom weiß blühenden Kirschbaum.
Nach Beicken wird nicht einfach aus der Vita der Malerin Maria erzählt. Gegenstand ist vielmehr, wie alle Bekannten Maria zu Lebzeiten falsch einschätzten. Des Weiteren erkennt die Erzählerin zu spät ihre Seelenverwandtschaft mit der inzwischen verstorbenen Protagonistin.

### Textausgaben
Erstveröffentlichung und verwendete Ausgabe
- Portrait von Anna Maria. Unvollendet. S. 48–58 in: Christine Koschel (Hrsg.), Inge von Weidenbaum (Hrsg.), Clemens Münster (Hrsg.): Ingeborg Bachmann. Werke. Zweiter Band: Erzählungen. 609 Seiten. Piper, München 1978 (5. Aufl. 1993), ISBN 3-492-11702-3

### Sekundärliteratur
- Peter Beicken: Ingeborg Bachmann. Beck, München 1988. ISBN 3-406-32277-8 (Beck’sche Reihe: Autorenbücher, Bd. 605)
- Kurt Bartsch: Ingeborg Bachmann. Metzler, Stuttgart 1997 (2. Aufl., Sammlung Metzler. Band 242). ISBN 3-476-12242-5
- Mechthild Geesen: Die Zerstörung des Individuums im Kontext des Erfahrungs- und Sprachverlusts in der Moderne. Figurenkonzeption und Erzählperspektive Ingeborg Bachmanns. Schäuble, Rheinfelden 1998. ISBN 3-87718-836-2 (Diss. München 1998)